# Silvio O. Conte

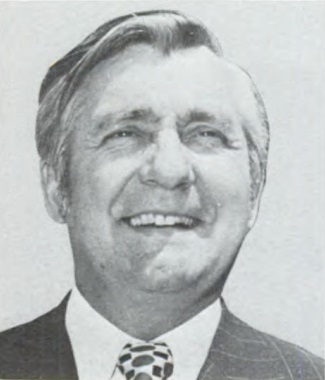
Silvio O. Conte (1981)

Silvio Ottavio Conte (* 9. November 1921 in Pittsfield, Massachusetts; † 8. Februar 1991 in Bethesda, Maryland) war ein US-amerikanischer Politiker. Zwischen 1959 und 1991 vertrat er den Bundesstaat Massachusetts im US-Repräsentantenhaus.

## Werdegang
Silvio Conte besuchte bis 1940 die Pittsfield Vocational High School. In den Jahren 1942 bis 1944 diente er während des Zweiten Weltkrieges in der US Navy. Nach einem anschließenden Jurastudium am Boston College und seiner 1949 erfolgten Zulassung als Rechtsanwalt begann er in diesem Beruf zu arbeiten. Gleichzeitig schlug er als Mitglied der Republikanischen Partei eine politische Laufbahn ein. Zwischen 1951 und 1958 saß er im Senat von Massachusetts. In Jahren 1960, 1964 und 1968 war er Delegierter zu den jeweiligen Republican National Conventions.
Bei den Kongresswahlen des Jahres 1958 wurde Conte im ersten Wahlbezirk von Massachusetts in das US-Repräsentantenhaus in Washington, D.C. gewählt, wo er am 3. Januar 1959 die Nachfolge von John W. Heselton antrat. Nach 16 Wiederwahlen konnte er bis zu seinem Tod am 8. Februar 1991 im Kongress verbleiben. In diese Zeit fielen unter anderem der Vietnamkrieg, die Bürgerrechtsbewegung und im Jahr 1974 die Watergate-Affäre.